# 브랜디와인 전투
브랜디와인 전투(Battle of Brandywine 또는 브랜디와인 강의 전투)는 미국 독립 전쟁 중 필라델피아 방면 전략의 일환으로 1777년 9월 11일에 펜실베이니아 델라웨어 카운티 채즈 포드 주변과 브랜디와인 강에서 벌어진 대륙군과 영국군 간의 전투이다. 전투는 영국군의 승리로 끝나고, 미국 혁명 정부의 수도인 필라델피아 시의 방어가 붕괴되었다. 영국군은 1777년 9월 26일 필라델피아를 점령했고, 그것은 이듬해 1778년 6월까지 계속되었다.

## 배경
1777년 7월 하순, 뉴저지 해안의 샌디훅에서 34일 동안의 고된 여정 후에, 영국군의 윌리엄 하우 장군 휘하의 17,000여명의 군대가 260척 이상의 함대를 타고 메릴랜드 엘크 강 하구에 상륙했다. 그곳은 체사피크 만의 북쪽 내륙 현재 엘크튼 근처이며, 필라델피아의 40마일 ~ 50마일 (60 ~ 80 km) 남서에 해당한다. 좁은 강목은 얕고 진흙투성이였기 때문에 상륙은 어려웠다.
조지 워싱턴 장군은 약 20,600명의 대륙군을 엘크 강 하구와 필라델피아 사이에 배치시켜 두고 있었다. 대륙군은 영국군의 상륙을 북동쪽으로 약 9마일(14 km) 정도 떨어진 아이언 힐에서 정찰할 수 있었다. 도착에 시간이 걸린 하우 군은 통상 캠프도 치지 않고 진군을 시작했다. 그 결과 워싱턴은 정확히 적의 세력을 잡을 수 없었다.
워싱턴은 뉴왁 남쪽의 쿠치 다리에서 접전을 벌인 후 영국군은 북쪽으로 이동했고, 워싱턴은 델라워어에 있는 뉴왁 근처의 레드 클래이 수로를 따라 친 방어 캠프를 서둘러 포기하고 채즈포드(ford는 얕은) 근처의 언덕에 병사들을 배치했다. 채즈포드는 볼티모어와 필라델피아를 연결하는 도로를 브랜디와인 강이 가로 지르는 요충지였다. 9월 9일, 워싱턴은 여기에서 전투가 일어날 것으로 예상하고, 채즈포드의 윗목과 아랫목을 지키도록 부대를 배치했다. 채즈포드 수백 야드 남쪽의 파일스 포드에는 약 1,000명의 펜실베이니아 민병대를 이끌고 있는 존 암스트롱 장군을 배치하고, 그곳에서 채즈포드에 걸쳐 앤서니 웨인 장군과 나다니엘 그린 장군의 사단을 배치했다. 존 설리번 장군의 사단은 브랜디와인 강 동쪽 해안을 따라 북쪽으로, 아담 스티븐 장군과 스털링 장군의 부대와 함께 채즈포드 북쪽 언덕을 지켰다. 또한 강 상류에서 모세스 헤이즌 대령의 여단이 버핑턴스 포드와 위스타 포드를 지켰다. 워싱턴은 이 정도면 이 지역을 사수하기엔 충분하다고 생각했다.
영국군은 케네트 스퀘어 부근에 집결했다. 하우 장군은 준비가 된 대륙군과 전면전을 벌일 생각이 없었다. 대신 롱아일랜드 전투에서 운용한 측면 공격을 채용했다. 빌헬름 폰 크니프하우젠의 지휘 아래 약 5,000명의 부대가 채즈포드에서 워싱턴의 군대와 마주쳤다. 한편, 찰스 콘월리스가 지휘하는 나머지 부대는 북쪽 트림스 포드에서 브랜디와인 서쪽 지류를 건너, 이어 동쪽 제페리스 포드(여기는 워싱턴이 놓쳐 버린)에서 동쪽 지류를 건너 그곳에서 남하하여 대륙군의 측면을 공격한다는 작전이었다.

## 전투
9월 11일의 아침은 짙은 안개가 자욱했기 때문에 영국군 부대의 이동 상황을 덮어주었다. 워싱턴은 영국군의 움직임과 반대되는 보고를 받고 있었기 때문에, 영국군의 주력이 채즈포드를 공격해 오는 것으로 믿고 있었다. 오전 5시 30분에 영국군과 헤센 용병들은 케네트 광장에서 그레이트 로드를 따라 동쪽으로 진군을 시작했다.

## 같이 보기
- 미국 독립 전쟁의 전투 목록
- 미국 독립 전쟁